# آدریان هاسلر
آدریان هاسلر (انگلیسی: Adrian Hasler؛ زادهٔ ۱۱ فوریهٔ ۱۹۶۴) سیاست‌مدار اهل لیختن‌اشتاین و نخست‌وزیر کنونی این کشور است. هاسلر یک اقتصاددان آموزش‌دیده است و رئیس پلیس لیختن‌اشتاین نیز بوده است. آدریان هاسلر در ۲۸ مه ۲۰۰۳ با گوردون الکخ (زاده ۵ سپتامبر ۱۹۷۳) ازدواج کرد و دو پسر به نام‌های پاسکال و لوییس دارد.

## پیشه
هاسلر در سال ۱۹۸۴ در رشته مدیریت بازرگانی گرایش امور مالی و حسابداری در دانشگاه سنت گالن پذیرفته شد، جایی که در سال ۱۹۹۱ از آن فارغ‌التحصیل شد. از سال ۱۹۹۶ تا ۲۰۰۴، او رئیس گروه مالی و معاون بانک ورواتانگز بود. او در سال ۲۰۰۱ به عنوان نماینده مجلس  از حزب شهروندان پیشرو انتخاب شد و در مارس ۲۰۰۴، او استعفا داد تا رئیس جدید پلیس ملی لیختن اشتاین شود. در اول آوریل ۲۰۰۴، او جانشین رئیس پلیس موقت مارتین میر شد. و مارکو آسپالت در پارلمان به جای او منصوب گردید. در سال ۲۰۱۲ او به عنوان کاندیدای نخست وزیری انتخاب شد و در ۲۰۱۳ در انتخابات عمومی به پیروزی رسید.